# Cantó de Villeneuve-d'Ascq-Sud
El cantó de Villeneuve-d'Ascq-Sud és una divisió administrativa francesa, situada al departament del Nord i la regió dels Alts de França.

## Composició
El cantó de Villeneuve-d'Ascq-Sud fou creat el 1994 com una de les divisions de la comuna de Villeneuve-d'Ascq

## Història
| Date d'elecció                        | Identitat              | Partit        |
| ------------------------------------- | ---------------------- | ------------- |
| 1994-2001                             | Jean-Michel Stievenard | PS            |
| 2001-2008                             | Guy Renaux             | PS            |
| 2008-                                 | Monique Lempereur      | divers gauche |
| Les dades anteriors no són conegudes. |                        |               |
|                                       |                        |               |

## Demografia
| 1962 | 1968 | 1975 | 1982 | 1990 | 1999   | 2006   |
| ---- | ---- | ---- | ---- | ---- | ------ | ------ |
| -    |      |      |      |      | 33.321 | 31.926 |